# بنجیکت

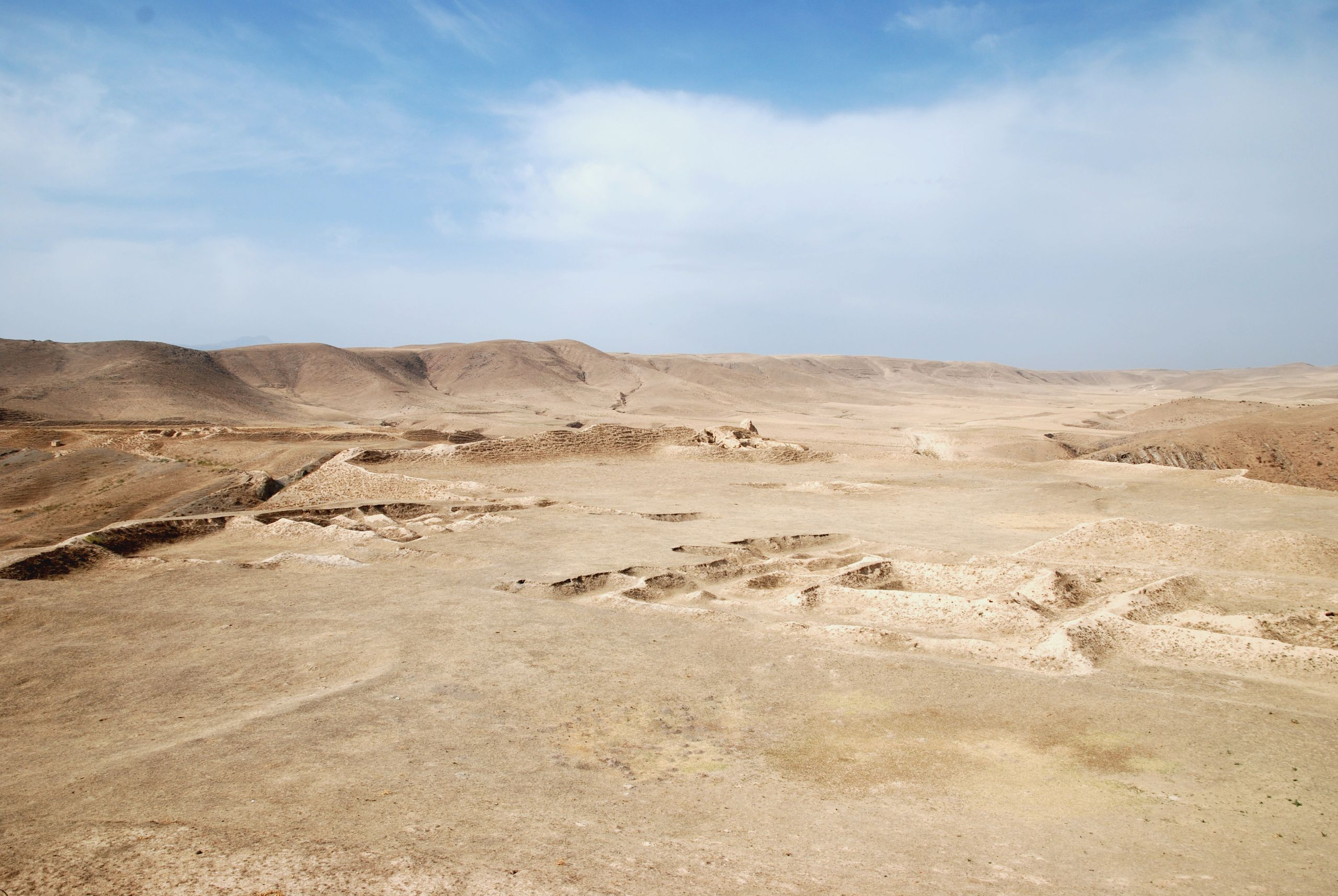
بازمانده‌های بنجیکت

محوطه باستانی بُنجیکَت (به روسی: Бунджикат، به تاجیکی: Бунҷикат) که با نام شهرستان و قلعه قَهقَهه نیز شناخته می‌شود، در نزدیکی شهر ینگی‌قرغان واقع در گردنه شهرستان در ورودی دره فرغانه (در ولایت سغد، غرب تاجیکستان) قرار دارد. این شهر در غرب شهر وحدت واقع شده‌است.
این محوطه در تاریخ ۹ نوامبر ۱۹۹۹ به فهرست آزمایشی میراث جهانی یونسکو در بخش فرهنگی اضافه شد.

## پایتخت استروشنه
بنجیکت پایتخت سابق شاهزاده‌نشین اسروشنه بین سده‌های ششم و نهم میلادی بود. این شهر جایگزین پایتخت قدیمی‌تر، یعنی کوروش‌کده شد. از قرن پنجم تا هفتم میلادی، استروشنه بخشی از قلمرو هپتالیان بود و پس از سال ۵۶۰ میلادی، به تصرف خاقانات ترک غربی درآمد. احتمالاً شاهزاده‌نشین در طول این دوره سطحی از خودمختاری را حفظ کرده بود و مستقیماً توسط افشین‌ها از سلسله کاوس اداره می‌شد. بنجیکت تا سال ۸۹۳ میلادی حاکمیت خود را حفظ کرد.

## آثار باستانی
چندین ساختمان بزرگ و دژ در بنجیکت واقع شده‌اند، مانند قلعه قهقهه ۱ (کاخ) و قلعه قهقهه ۲ (یک ساختمان بزرگ به روی یک سکوی مرتفع)، که به قرن ششم تا هشتم میلادی بازمی‌گردند.

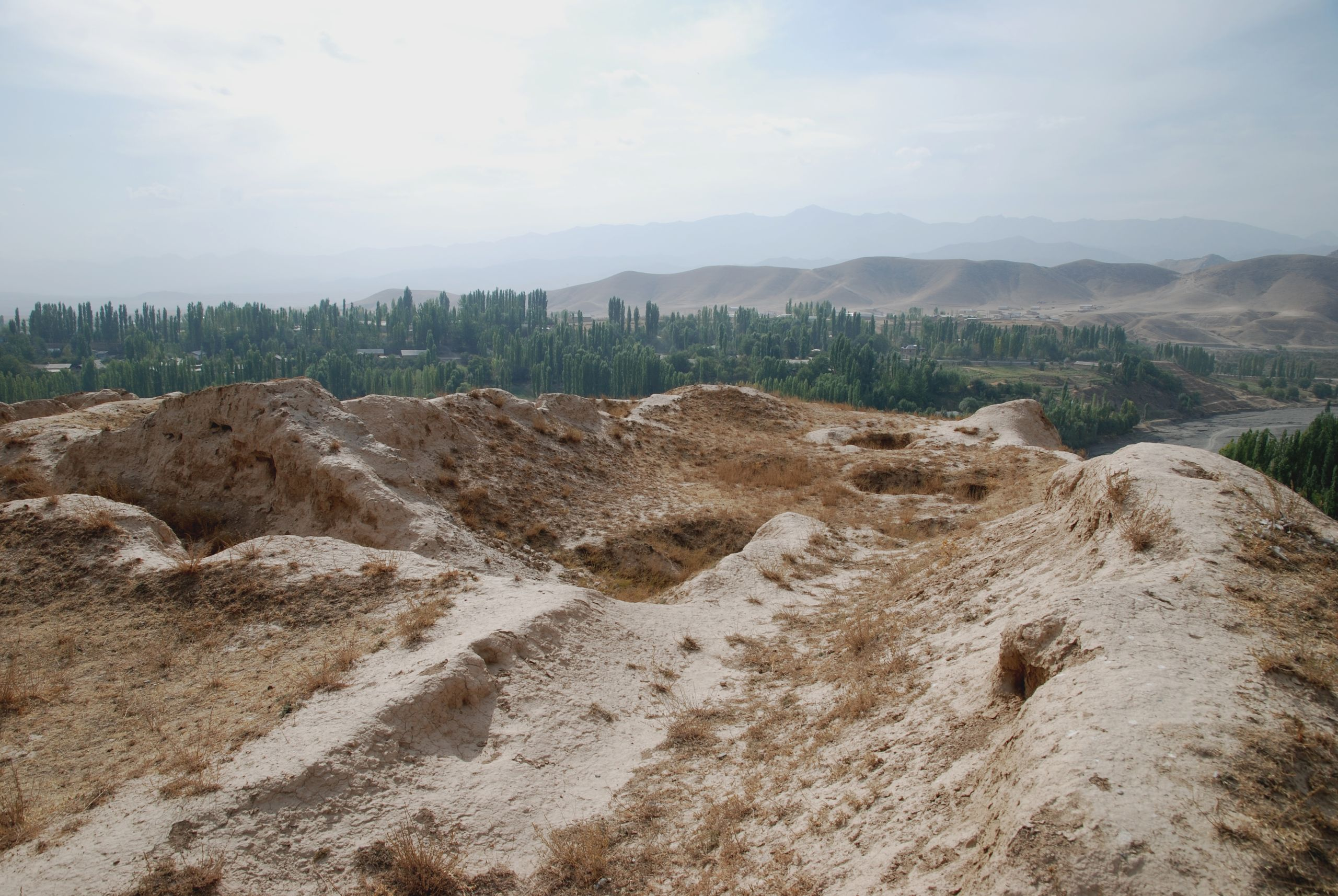
قلعه قهقهه ۱
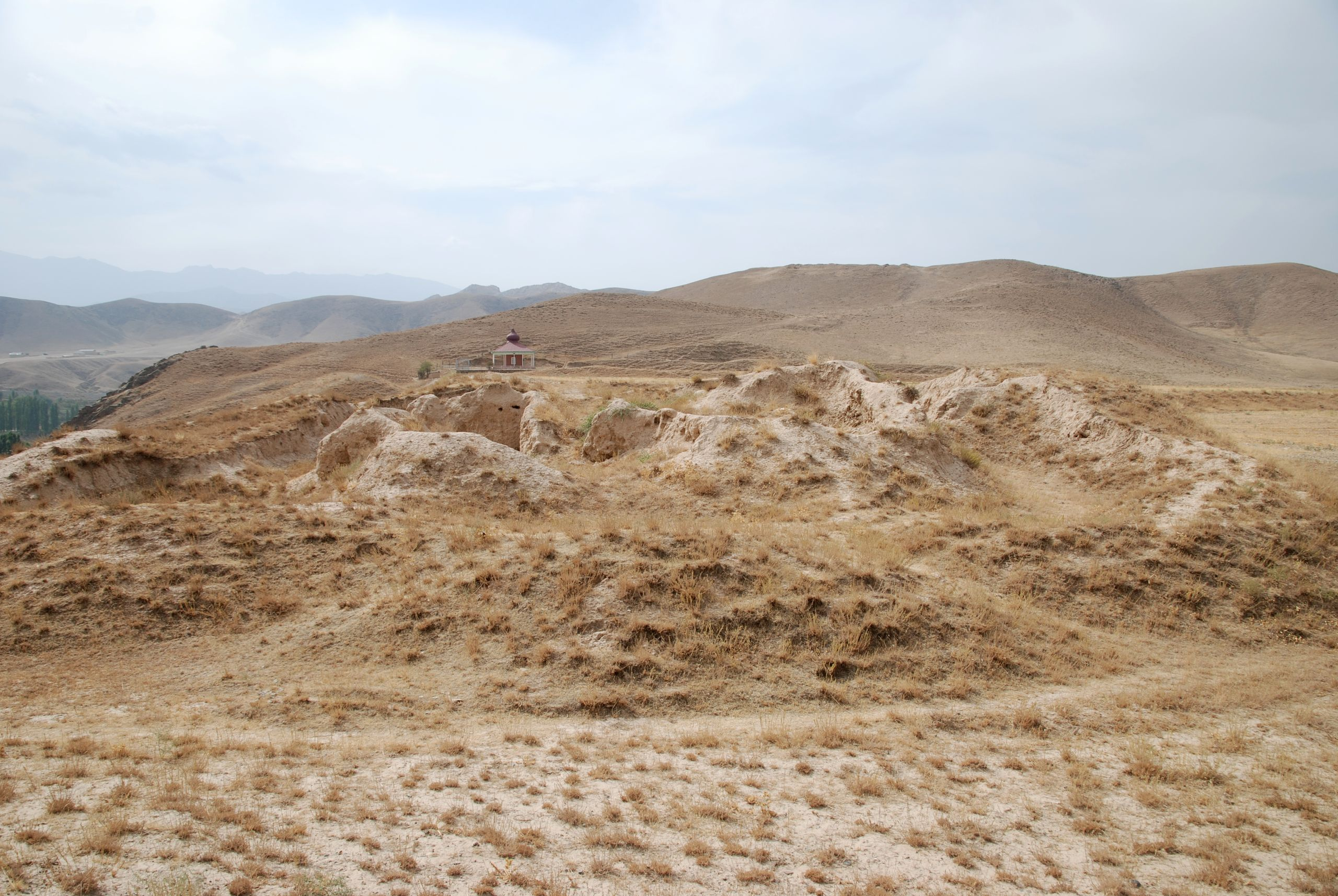
قلعه قهقهه ۲

## آثار هنری
نقاشی‌های بنجیکت جزو مهم‌ترین آثار هنری سغدی هستند.

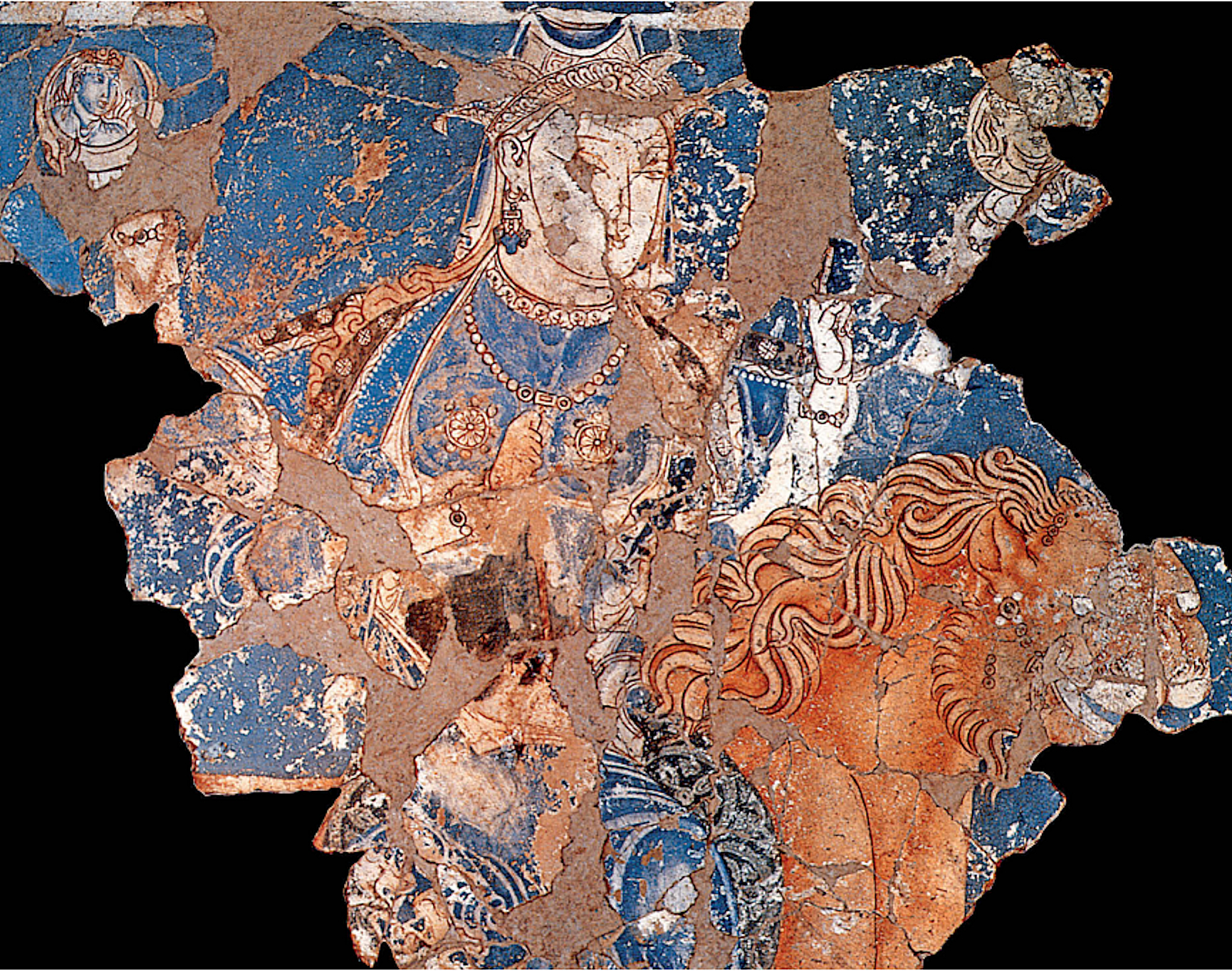
نقاشی دیواری بنجیکت از ایزدبانو نانا، قرن ۸-۹ میلادی.
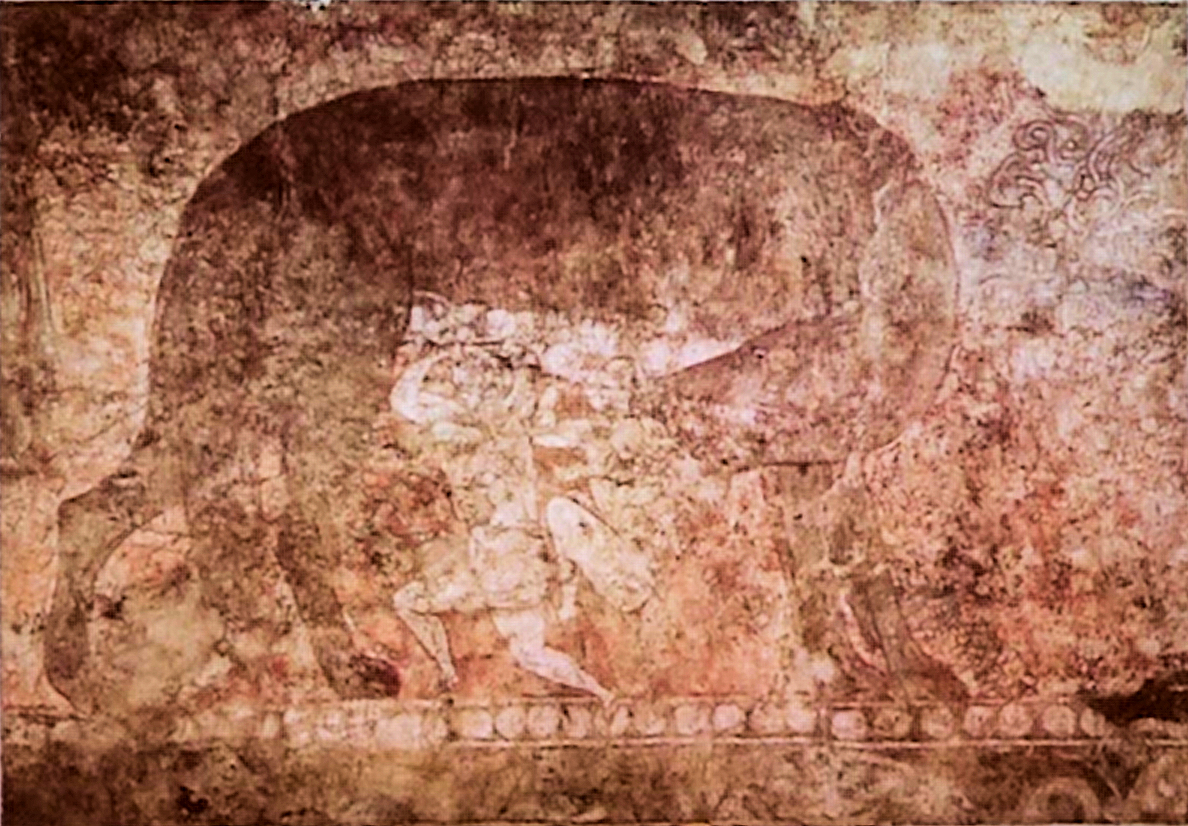
صحنه «رموس و رمولوس» از بنجیکت
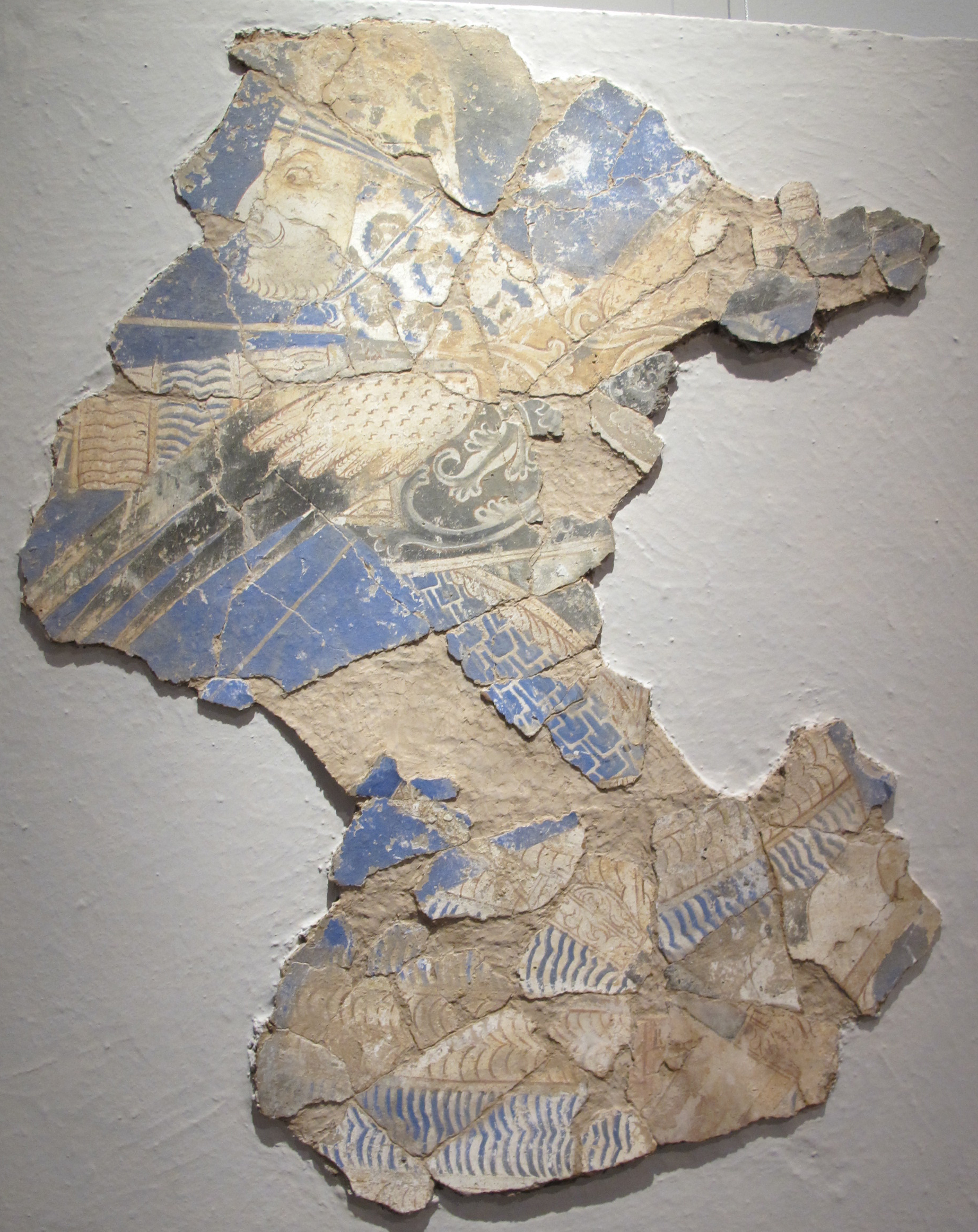
دیو جنگجو، قلعه قهقهه، اوایل قرن ۹ میلادی. از موزه آرمیتاژ.
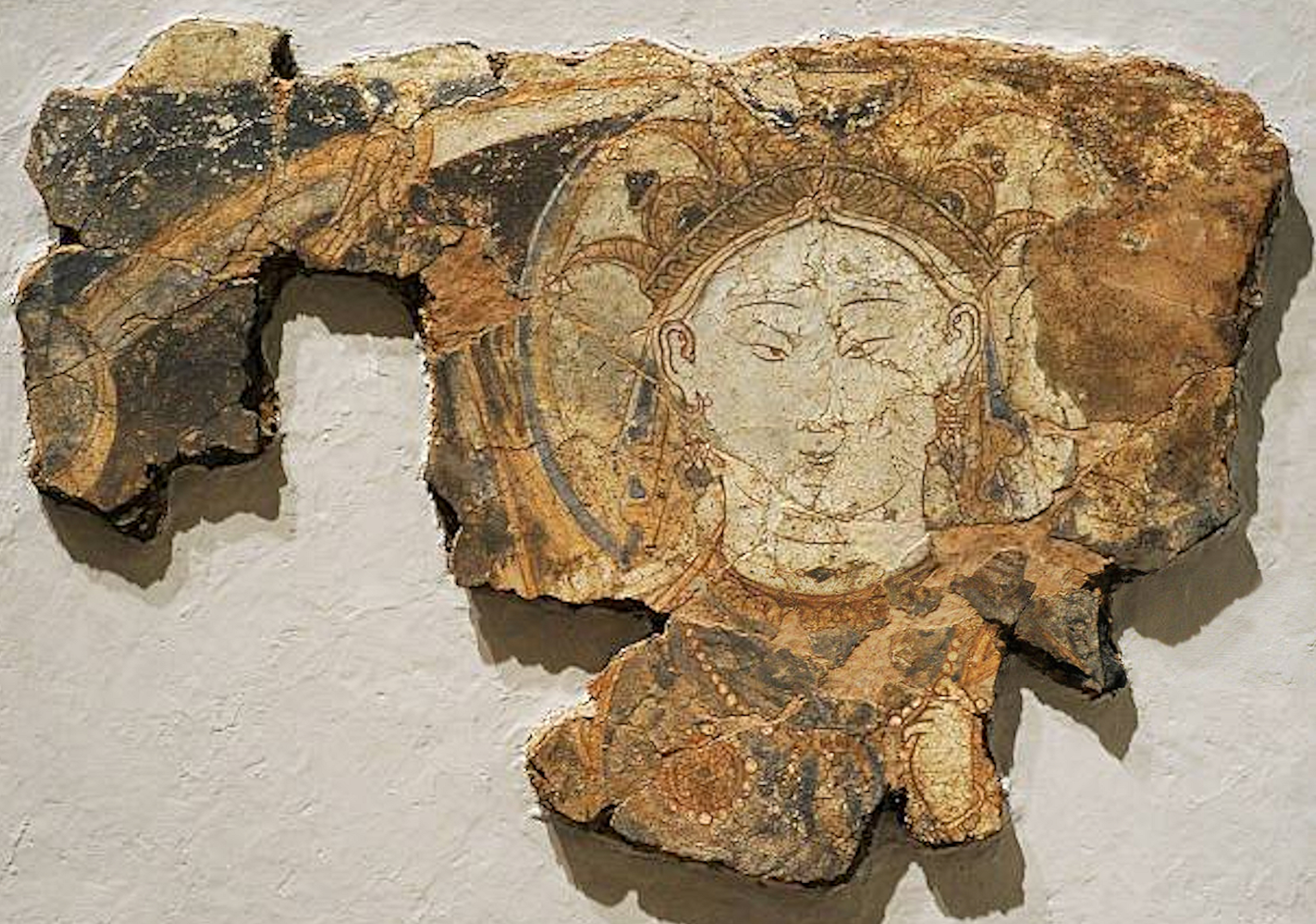
یکی از خدایان، قلعه قهقهه ۱،  اوایل قرن ۹ میلادی، موزه آرمیتاژ
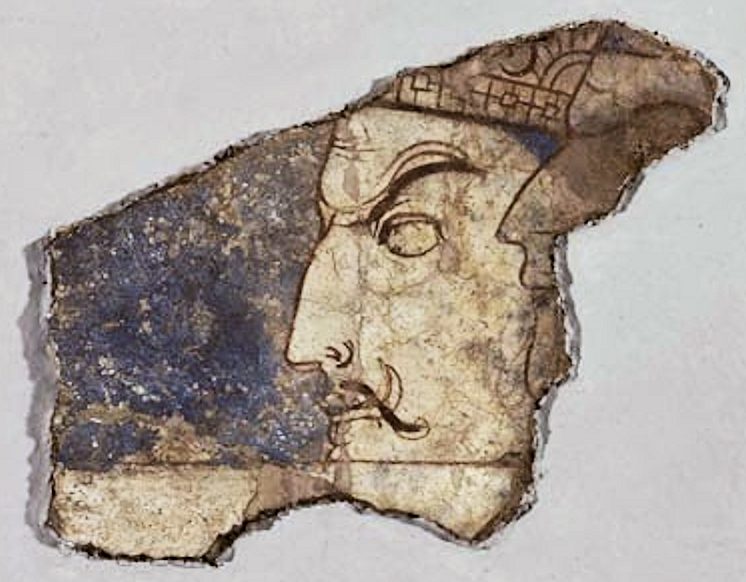
سر تعدادی از دیوان، کاخ قلعه قهقهه، بنجیکت، استروشنه، قرن ۸-۹ میلادی.
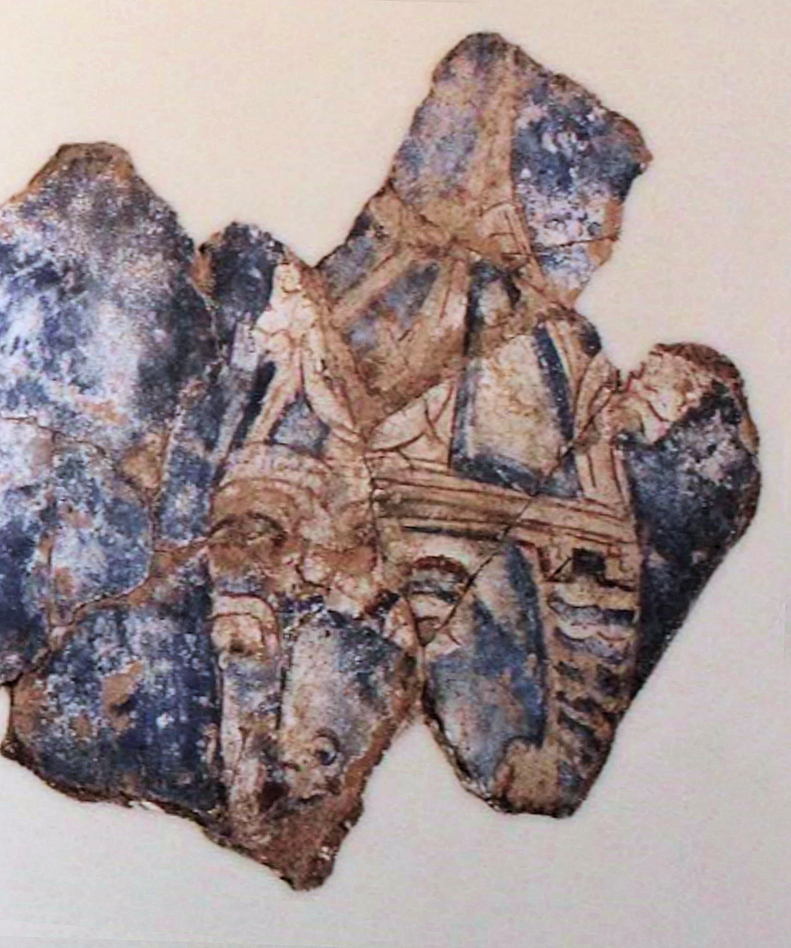
نقاشی بنجیکت از پیکره‌ای با کلاه نوک تیز و هلالی.
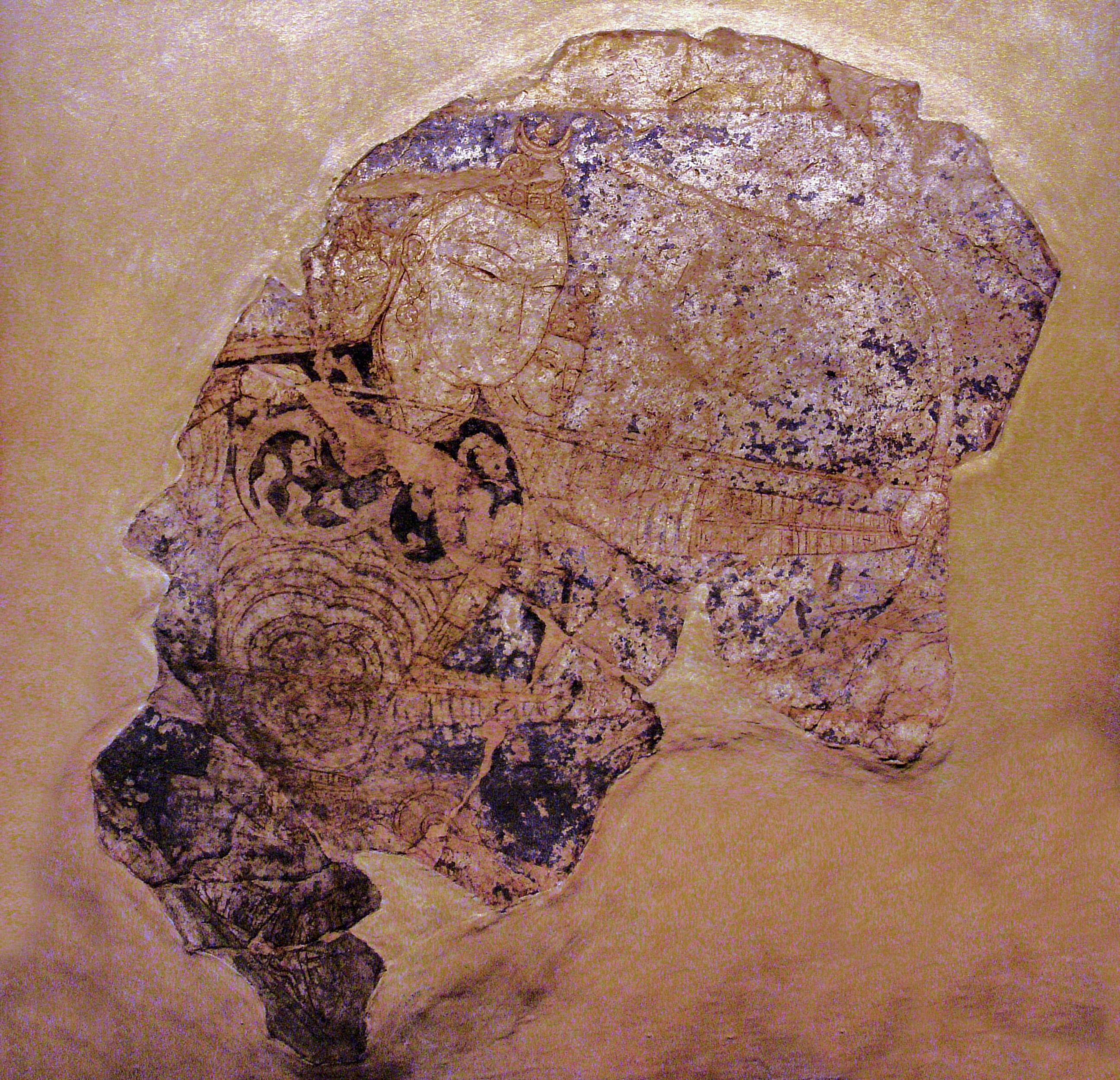
وشپرکر، خدای باد، با کمان. از کاخ قهقهه ۱، بنجیکت ، استروشنه. مربوط به قرن ۸-۹ میلادی. در حال حاضر در موزه ملی آثار باستانی تاجیکستان نگهداری می‌شود.
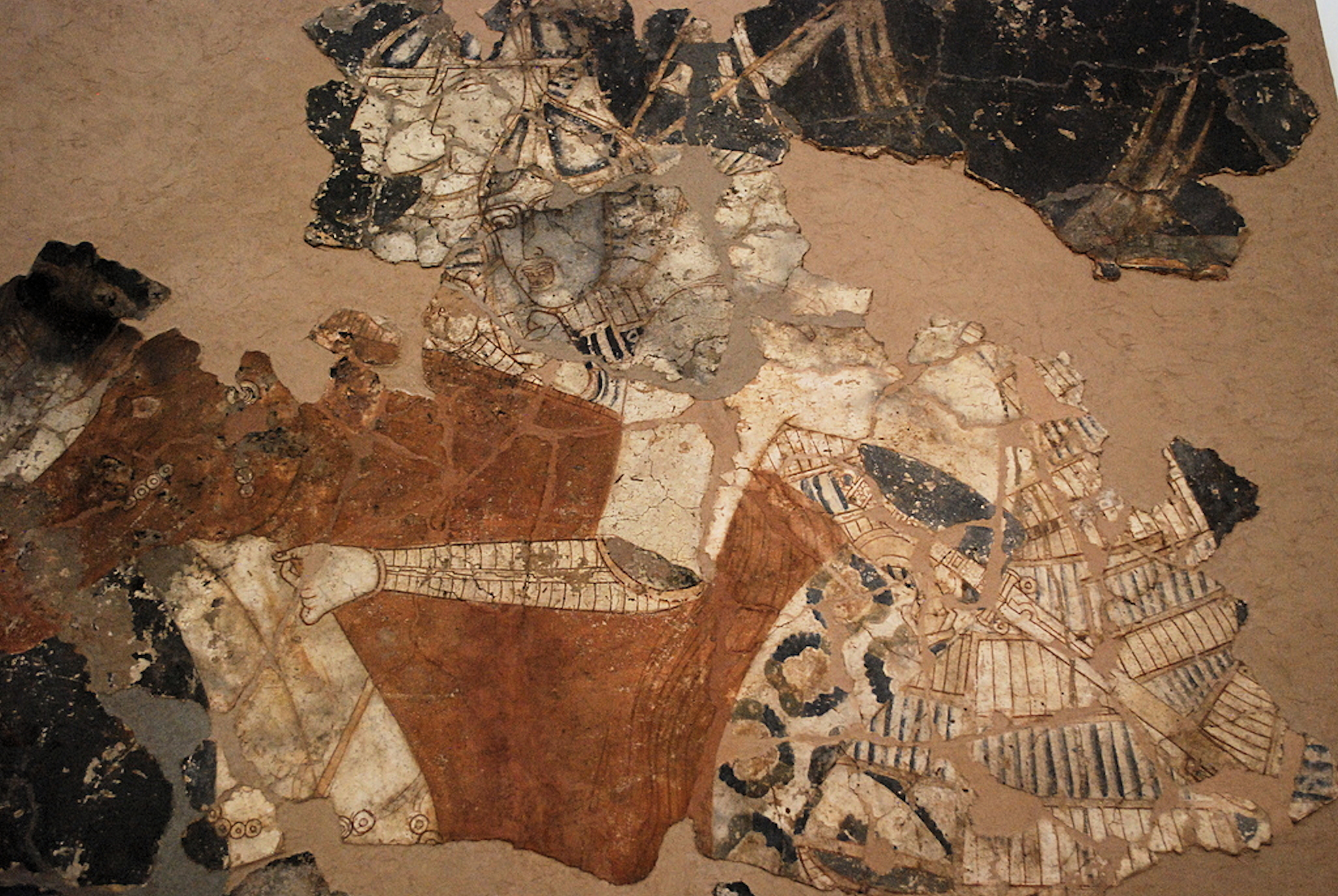
صحنه نبرد سواره نظام